# Episodi di The Beverly Hillbillies (nona stagione)
La nona stagione della serie televisiva The Beverly Hillbillies è stata trasmessa in anteprima negli Stati Uniti d'America dalla CBS tra il 15 settembre 1970 e il 23 marzo 1971.
| nº | Titolo originale                                 | Titolo italiano | Prima TV USA      | Prima TV Italia |
| -- | ------------------------------------------------ | --------------- | ----------------- | --------------- |
| 1  | The Pollution Solution                           |                 | 15 settembre 1970 |                 |
| 2  | The Clampetts in Washington                      |                 | 22 settembre 1970 |                 |
| 3  | Jed Buys the Capitol                             |                 | 29 settembre 1970 |                 |
| 4  | Mark Templeton Arrives                           |                 | 6 ottobre 1970    |                 |
| 5  | Don't Marry a Frogman                            |                 | 13 ottobre 1970   |                 |
| 6  | Doctor, Cure My Frog                             |                 | 27 ottobre 1970   |                 |
| 7  | Do You, Elly, Take This Frog?                    |                 | 10 novembre 1970  |                 |
| 8  | The Frog Family                                  |                 | 17 novembre 1970  |                 |
| 9  | Farm in the Ocean                                |                 | 24 novembre 1970  |                 |
| 10 | Shorty to the Rescue                             |                 | 1º dicembre 1970  |                 |
| 11 | Welcome to the Family                            |                 | 8 dicembre 1970   |                 |
| 12 | The Great Revelation                             |                 | 15 dicembre 1970  |                 |
| 13 | The Grunion Invasion                             |                 | 5 gennaio 1971    |                 |
| 14 | The Girls from Grun                              |                 | 12 gennaio 1971   |                 |
| 15 | The Grun Incident                                |                 | 19 gennaio 1971   |                 |
| 16 | Women's Lib                                      |                 | 26 gennaio 1971   |                 |
| 17 | The Teahouse of Jed Clampett                     |                 | 2 febbraio 1971   |                 |
| 18 | The Palace of Clampett-San                       |                 | 9 febbraio 1971   |                 |
| 19 | Lib and Let Lib                                  |                 | 16 febbraio 1971  |                 |
| 20 | Elly, the Working Girl                           |                 | 23 febbraio 1971  |                 |
| 21 | Elly, the Secretary                              |                 | 2 marzo 1971      |                 |
| 22 | Love Finds gennaio Hathaway                      |                 | 9 marzo 1971      |                 |
| 23 | The Clampetts Meet Robert Audubon Getty Crockett |                 | 16 marzo 1971     |                 |
| 24 | Jethro Returns                                   |                 | 23 marzo 1971     |                 |